# Nadezjda Ovetjkina
Nadezjda Ovetjkina, född den 30 september 1958 i Moskva, Ryssland, är en sovjetisk landhockeyspelare.
Hon tog OS-brons i damernas landhockeyturnering i samband med de olympiska landhockeytävlingarna 1980 i Moskva.